# Coppa del Mondo di freestyle 2009
La Coppa del Mondo di freestyle 2009 è iniziata il 18 dicembre 2008 a Méribel (in Francia) e terminata il 20 marzo 2009 a La Plagne (sempre in territorio francese). La Coppa del Mondo organizzata dalla F..I..S. ha visto gli atleti, sia uomini che donne, competere in quattro discipline del freestyle, ovvero: salti, gobbe, ski cross e halfpipe. Alla fine della stagione oltre alla Coppa del Mondo generale, sono state assegnate anche le Coppe del Mondo delle singole discipline.
Punto culminante della stagione del freestyle sono stati i Mondiali a Inawashiro (in Giappone). che si sono svolti dal 1° all'8 marzo 2009.

## Uomini

### Risultati
| Data             | Luogo                    | Di. | Primo                        | Secondo                   | Terzo                     |
| 13 dicembre 2008 | Mosca, Russia            | DM  | annullata                    | annullata                 | annullata                 |
| 18 dicembre 2008 | Méribel, Francia         | DM  | Pierre-Alexandre Rousseau    | Alexandre Bilodeau        | Anthony Benna             |
| 19 dicembre 2008 | Adventure Mountain, Cina | AE  | annullata                    | annullata                 | annullata                 |
| 20 dicembre 2008 | Adventure Mountain, Cina | AE  | Aljaksej Hryšyn              | Li Ke                     | Warren Shouldice          |
| 5 gennaio 2009   | St. Johann, Austria      | SX  | Mike Schmid                  | Andreas Matt              | Tommy Eliasson            |
| 10 gennaio 2009  | Les Contamines, Francia  | SX  | Andreas Matt                 | Christopher Del Bosco     | Markus Wittner            |
| 11 gennaio 2009  | Les Contamines, Francia  | HP  | Xavier Bertoni               | Nils Lauper               | Kevin Rolland             |
| 14 gennaio 2009  | Flaine, Francia          | SX  | Tomáš Kraus                  | Casey Puckett             | Eric Iljans               |
| 18 gennaio 2009  | Lake Placid, USA         | AE  | Jeret Peterson               | Kyle Nissen               | Warren Shouldice          |
| 19 gennaio 2009  | Lake Placid, USA         | SX  | Canada Christopher Del Bosco | Patrick Koller            | Tomáš Kraus               |
| 24 gennaio 2009  | Mont Gabriel, Canada     | MO  | Vincent Marquis              | Alexandre Bilodeau        | Pierre-Alexandre Rousseau |
| 25 gennaio 2009  | Mont Gabriel, Canada     | AE  | Steve Omischl                | Cimafej Slivec            | Thomas Lambert            |
| 29 gennaio 2009  | Deer Valley, USA         | MO  | Guilbaut Colas               | Alexandre Bilodeau        | Patrick Deneen            |
| 30 gennaio 2009  | Deer Valley, USA         | AE  | Ryan St. Onge                | Liu Zhongqing             | Steve Omischl             |
| 31 gennaio 2009  | Deer Valley, USA         | DM  | Guilbaut Colas               | David Babic               | Aleksandr Smyšljaev       |
| 31 gennaio 2009  | Park City, USA           | HP  | Kevin Rolland                | Xavier Bertoni            | Walter Wood               |
| 6 febbraio 2009  | Cypress Mountain, Canada | AE  | Steve Omischl                | Anton Kušnir              | Stanislav Kravčuk         |
| 6 febbraio 2009  | Cypress Mountain, Canada | SX  | Christopher Del Bosco        | Stanley Hayer             | Davey Barr                |
| 7 febbraio 2009  | Cypress Mountain, Canada | MO  | Alexandre Bilodeau           | Yugo Tsukita              | Guilbaut Colas            |
| 13 febbraio 2009 | Åre, Svezia              | MO  | Alexandre Bilodeau           | Pierre-Alexandre Rousseau | Vincent Marquis           |
| 14 febbraio 2009 | Åre, Svezia              | DM  | Alexandre Bilodeau           | Guilbaut Colas            | Maxime Gingras            |
| 14 febbraio 2009 | Mosca, Russia            | AE  | Steve Omischl                | Dzmitryj Daščynski        | Stanislav Kravčuk         |
| 19 febbraio 2009 | Voss, Norvegia           | SX  | Tomáš Kraus                  | Thomas Zangerl            | Andreas Matt              |
| 20 febbraio 2009 | Voss, Norvegia           | MO  | Alexandre Bilodeau           | Tapio Luusua              | Michael Morse             |
| 21 febbraio 2009 | Voss, Norvegia           | DM  | annullata                    | annullata                 | annullata                 |
| 21 febbraio 2009 | Kiev, Ucraina            | SX  | annullata                    | annullata                 | annullata                 |
| 24 febbraio 2009 | Branäs, Svezia           | SX  | Lars Lewén                   | Christopher Del Bosco     | Mike Schmid               |
| 12 marzo 2009    | Grindelwald, Svizzera    | SX  | annullata                    | annullata                 | annullata                 |
| 14 marzo 2009    | Hasliberg, Svizzera      | SX  | Andreas Steffen              | Christopher Del Bosco     | Xavier Kuhn               |
| 18 marzo 2009    | La Plagne, Francia       | DM  | Alexandre Bilodeau           | Guilbaut Colas            | Pierre Ochs               |
| 19 marzo 2009    | La Plagne, Francia       | HP  | Kevin Rolland                | David Wise                | Nils Lauper               |
| 20 marzo 2009    | La Plagne, Francia       | SX  | Tomáš Kraus                  | Armin Niederer            | Stanley Hayer             |

Legenda:
- AE = Salti
- HP =Halfpipe
- MO = Gobbe
- DM = Gobbe in parallelo
- SX = Skicross

### Classifica generale
| Pos. | Nome                  | Nazione     | Punti |
| ---- | --------------------- | ----------- | ----- |
| 1    | Alexandre Bilodeau    | Canada      | 88    |
| 2    | Tomáš Kraus           | Rep. Ceca   | 64    |
| 3    | Steve Omischl         | Canada      | 64    |
| 4    | Guilbaut Colas        | Francia     | 63    |
| 5    | Ryan St. Onge         | Stati Uniti | 52    |
| 6    | Kevin Rolland         | Francia     | 52    |
| 7    | Christopher Del Bosco | Canada      | 50    |
| 8    | Lars Lewén            | Svezia      | 47    |
| 9    | Xavier Bertoni        | Francia     | 44    |
| 10   | Jeret Peterson        | Stati Uniti | 41    |

### Salti
| Pos. | Nome            | Nazione     | Punti |
| ---- | --------------- | ----------- | ----- |
| 1    | Steve Omischl   | Canada      | 362   |
| 2    | Ryan St. Onge   | Stati Uniti | 313   |
| 3    | Jeret Peterson  | Stati Uniti | 248   |
| 4    | Kyle Nissen     | Canada      | 203   |
| 5    | Aljaksej Hryšyn | Bielorussia | 184   |

### Gobbe
| Pos. | Nome                      | Nazione | Punti |
| ---- | ------------------------- | ------- | ----- |
| 1    | Alexandre Bilodeau        | Canada  | 790   |
| 2    | Guilbaut Colas            | Francia | 564   |
| 3    | Vincent Marquis           | Canada  | 362   |
| 4    | Pierre-Alexandre Rousseau | Canada  | 313   |
| 5    | Anthony Benna             | Francia | 288   |

### Ski cross
| Pos. | Nome                  | Nazione     | Punti |
| ---- | --------------------- | ----------- | ----- |
| 1    | Tomáš Kraus           | Rep. Ceca   | 574   |
| 2    | Christopher Del Bosco | Canada      | 462   |
| 3    | Lars Lewén            | Svezia      | 423   |
| 4    | Casey Puckett         | Stati Uniti | 319   |
| 5    | Stanley Hayer         | Canada      | 300   |

### Halfpipe
| Pos. | Nome           | Nazione     | Punti |
| ---- | -------------- | ----------- | ----- |
| 1    | Kevin Rolland  | Francia     | 260   |
| 2    | Xavier Bertoni | Francia     | 220   |
| 3    | Nils Lauper    | Svizzera    | 140   |
| 4    | David Wise     | Stati Uniti | 102   |
| 5    | Vivien Thiery  | Francia     | 97    |

## Donne

### Risultati
| Data             | Luogo                    | Di. | Primo             | Secondo          | Terzo                 |
| 13 dicembre 2008 | Mosca, Russia            | DM  | annullata         | annullata        | annullata             |
| 18 dicembre 2008 | Méribel, Francia         | DM  | Hannah Kearney    | Jennifer Heil    | Nikola Sudová         |
| 19 dicembre 2008 | Adventure Mountain, Cina | AE  | Lydia Lassila     | Jacqui Cooper    | Veronika Bauer        |
| 20 dicembre 2008 | Adventure Mountain, Cina | AE  | Zhao Shanshan     | Li Nina          | Lydia Lassila         |
| 5 gennaio 2009   | St. Johann, Austria      | SX  | Marion Josserand  | Katrin Gutensohn | Kelsey Serwa          |
| 10 gennaio 2009  | Les Contamines, Francia  | SX  | Hedda Berntsen    | Ophélie David    | Katrin Ofner          |
| 11 gennaio 2009  | Les Contamines, Francia  | HP  | Virginie Faivre   | Miyuki Hatanaka  | Jessica Cumming       |
| 14 gennaio 2009  | Flaine, Francia          | SX  | Ophélie David     | Ashleigh McIvor  | Karin Huttary         |
| 18 gennaio 2009  | Lake Placid, USA         | AE  | Ala Cuper         | Xu Mengtao       | Emily Cook            |
| 19 gennaio 2009  | Lake Placid, USA         | SX  | Ophélie David     | Jenny Owens      | Méryll Boulangeat     |
| 24 gennaio 2009  | Mont Gabriel, Canada     | MO  | Aiko Uemura       | Jennifer Heil    | Hannah Kearney        |
| 25 gennaio 2009  | Mont Gabriel, Canada     | AE  | Lydia Lassila     | Cheng Shuang     | Zhao Shanshan         |
| 29 gennaio 2009  | Deer Valley, USA         | MO  | Hannah Kearney    | Michelle Roark   | Margarita Marbler     |
| 30 gennaio 2009  | Deer Valley, USA         | AE  | Li Nina           | Guo Xinxin       | Emily Cook            |
| 31 gennaio 2009  | Deer Valley, USA         | DM  | Jennifer Heil     | Hannah Kearney   | Nikola Sudová         |
| 31 gennaio 2009  | Park City, USA           | HP  | Angeli VanLaanen  | Megan Gunning    | Anaïs Caradeux        |
| 6 febbraio 2009  | Cypress Mountain, Canada | AE  | Evelyne Leu       | Dai Shuangfei    | Cheng Shuang          |
| 6 febbraio 2009  | Cypress Mountain, Canada | SX  | Aleisha Cline     | Ashleigh McIvor  | Karin Huttary         |
| 7 febbraio 2009  | Cypress Mountain, Canada | MO  | Jennifer Heil     | Hannah Kearney   | Margarita Marbler     |
| 13 febbraio 2009 | Åre, Svezia              | MO  | Margarita Marbler | Jennifer Heil    | Aiko Uemura           |
| 14 febbraio 2009 | Åre, Svezia              | DM  | Hannah Kearney    | Aiko Uemura      | Margarita Marbler     |
| 14 febbraio 2009 | Mosca, Russia            | AE  | Xu Mengtao        | Cheng Shuang     | Lydia Lassila         |
| 19 febbraio 2009 | Voss, Norvegia           | SX  | Ophélie David     | Katrin Gutensohn | Karin Huttary         |
| 20 febbraio 2009 | Voss, Norvegia           | MO  | Aiko Uemura       | Nikola Sudová    | Miki Itō              |
| 21 febbraio 2009 | Voss, Norvegia           | DM  | annullata         | annullata        | annullata             |
| 21 febbraio 2009 | Kiev, Ucraina            | SX  | annullata         | annullata        | annullata             |
| 24 febbraio 2009 | Branäs, Svezia           | SX  | Ophélie David     | Karin Huttary    | Ashleigh McIvor       |
| 12 marzo 2009    | Grindelwald, Svizzera    | SX  | Ophélie David     | Marion Josserand | Sanna Lüdi            |
| 14 marzo 2009    | Hasliberg, Svizzera      | SX  | Katrin Gutensohn  | Ophélie David    | Julia Murray          |
| 18 marzo 2009    | La Plagne, Francia       | DM  | Margarita Marbler | Nikola Sudová    | Chloé Dufour-Lapointe |
| 19 marzo 2009    | La Plagne, Francia       | HP  | Anaïs Caradeux    | Virginie Faivre  | Rosalind Groenewoud   |
| 20 marzo 2009    | La Plagne, Francia       | SX  | Ophélie David     | Kelsey Serwa     | Émilie Serain         |

Legenda:
- AE = Salti
- HP =Halfpipe
- MO = Gobbe
- DM = Gobbe in parallelo
- SX = Skicross

### Classifica generale
| Pos. | Nome              | Nazione     | Punti |
| ---- | ----------------- | ----------- | ----- |
| 1    | Ophélie David     | Francia     | 86    |
| 2    | Hannah Kearney    | Stati Uniti | 72    |
| 3    | Jennifer Heil     | Canada      | 64    |
| 4    | Margarita Marbler | Austria     | 62    |
| 5    | Lydia Lassila     | Australia   | 51    |
| 6    | Nikola Sudová     | Rep. Ceca   | 51    |
| 7    | Aiko Uemura       | Giappone    | 49    |
| 8    | Li Nina           | Cina        | 48    |
| 9    | Katrin Gutensohn  | Austria     | 47    |
| 10   | Virginie Faivre   | Svizzera    | 46    |

### Salti
| Pos. | Nome          | Nazione   | Punti |
| ---- | ------------- | --------- | ----- |
| 1    | Lydia Lassila | Australia | 360   |
| 2    | Li Nina       | Cina      | 336   |
| 3    | Cheng Shuang  | Cina      | 300   |
| 4    | Xu Mengtao    | Cina      | 282   |
| 5    | Evelyne Leu   | Svizzera  | 244   |

### Gobbe
| Pos. | Nome              | Nazione     | Punti |
| ---- | ----------------- | ----------- | ----- |
| 1    | Hannah Kearney    | Stati Uniti | 642   |
| 2    | Jennifer Heil     | Canada      | 574   |
| 3    | Margarita Marbler | Australia   | 464   |
| 4    | Nikola Sudová     | Rep. Ceca   | 456   |
| 5    | Aiko Uemura       | Giappone    | 439   |

### Skicross
| Pos. | Nome             | Nazione | Punti |
| ---- | ---------------- | ------- | ----- |
| 1    | Ophélie David    | Francia | 860   |
| 2    | Katrin Gutensohn | Austria | 469   |
| 3    | Kelsey Serwa     | Canada  | 416   |
| 4    | Karin Huttary    | Austria | 413   |
| 5    | Ashleigh McIvor  | Canada  | 364   |

### Halfpipe
| Pos. | Nome             | Nazione     | Punti |
| ---- | ---------------- | ----------- | ----- |
| 1    | Virginie Faivre  | Svizzera    | 230   |
| 2    | Anaïs Caradeux   | Francia     | 205   |
| 3    | Megan Gunning    | Canada      | 116   |
| 4    | Jessica Cumming  | Stati Uniti | 105   |
| 5    | Angeli VanLaanen | Stati Uniti | 100   |

## Classifica per Nazioni

### Generale
| Pos. | Nazione     | Punti |
| ---- | ----------- | ----- |
| 1    | Canada      | 5772  |
| 2    | Stati Uniti | 3625  |
| 3    | Francia     | 3419  |
| 4    | Svizzera    | 2465  |
| 5    | Austria     | 2267  |

### Uomini
| Pos. | Nazione     | Punti |
| ---- | ----------- | ----- |
| 1    | Canada      | 3093  |
| 2    | Stati Uniti | 1960  |
| 3    | Francia     | 1804  |
| 4    | Svizzera    | 1246  |
| 5    | Svezia      | 951   |

### Donne
| Pos. | Nazione     | Punti |
| ---- | ----------- | ----- |
| 1    | Canada      | 2679  |
| 2    | Stati Uniti | 1665  |
| 3    | Francia     | 1615  |
| 4    | Austria     | 1503  |
| 5    | Svizzera    | 1219  |